# Tom Timmermans
Tom Timmermans (Tegelen, 7 augustus 1983) is een voormalig profvoetballer die doorgaans speelde als middenvelder, maar ook inzetbaar was als vleugelaanvaller.

## Spelersloopbaan
Timmermans doorliep de jeugdopleiding van VVV-Venlo en debuteerde daar in het eerste elftal op 14 augustus 2001 als invaller voor Remco Evers tijdens een met 3-2 gewonnen bekerwedstrijd tegen VV Bennekom. Ruim twee weken later, op 31 augustus 2001, maakte hij er ook zijn competitiedebuut in een met 3-0 gewonnen thuiswedstrijd tegen TOP Oss, ditmaal als invaller voor Maurice Graef. Tussen 2001 en 2005 kwam de middenvelder vier seizoenen uit voor VVV-Venlo, dat in die jaren in de Eerste divisie uitkwam. Daar speelde hij 64 wedstrijden waarin hij vier keer scoorde.
In 2005 werd zijn contract niet verlengd. Hierna kwam Timmermans nog uit voor diverse amateurclubs.

## Profstatistieken
| Seizoen         | Club            | Competitie      | Competitie | Competitie | Beker | Beker | Nacompetitie | Nacompetitie | Totaal | Totaal |
| Seizoen         | Club            | Competitie      | Wed.       | Dlp.       | Wed.  | Dlp.  | Wed.         | Dlp.         | Wed.   | Dlp.   |
| --------------- | --------------- | --------------- | ---------- | ---------- | ----- | ----- | ------------ | ------------ | ------ | ------ |
| 2001/02         | VVV             | Eerste divisie  | 15         | 1          | 1     | 0     | —            | —            | 16     | 1      |
| 2002/03         | VVV             | Eerste divisie  | 18         | 0          | 3     | 0     | —            | —            | 21     | 0      |
| 2003/04         | VVV-Venlo       | Eerste divisie  | 29         | 3          | 2     | 0     | 3            | 0            | 34     | 3      |
| 2004/05         | VVV-Venlo       | Eerste divisie  | 2          | 0          | 0     | 0     | 2            | 0            | 4      | 0      |
| Carrière totaal | Carrière totaal | Carrière totaal | 64         | 4          | 6     | 0     | 5            | 0            | 75     | 4      |